# Mogi Guaçu
Mogi Guaçu là một đô thị ở bang São Paulo của Brasil. Đô thị này có vị trí địa lý vĩ độ 22º22'20" độ vĩ nam và kinh độ là 46º56'32" độ kinh tây, trên độ cao 591 mét. Dân số ước tính năm 2008 là 138.494 người. Đô thị này có diện tích 885,00 km².

## Thông tin nhân khẩu
- Tổng dân số: 124.228
  - Thành thị: 116.184
  - Nông thôn: 8.044
  - Nam giới: 62.410
  - Nữ giới: 61.818
- Mật độ dân số (người/km²): 152,78
- Tỷ lệ tử vong trẻ dưới 1 tuổi (trên 1 triệu cháu): 12,75
- Tuổi thọ bình quân (tuổi): 72,98
- Tỷ lệ sinh (trẻ trên mỗi bà mẹ): 1,99
- Tỷ lệ biết đọc biết viết: 92,88%
- Chỉ số phát triển con người (bình quân): 0,813
  - Chỉ số phát triển con người (thu nhập): 0,752
  - Chỉ số phát triển con người (tuổi thọ): 0,800
  - Chỉ số phát triển con người (giáo dục): 0,886